# Канчанабури
Канчанабу́ри (тайск. กาญจนบุรี) — город на западе Таиланда, административный центр одноимённой провинции.
Провинциальная столица, город Канчанабури (Kanchanaburi), расположенная среди холмов известняка, занимает живописное и стратегически важное место в точке слияния рек Квай Яй и Квай Ной (хотя, по правде говоря, Квай - это просто название, которое присваивается реке Мэкхлонг, когда она протекает через этот регион). Город знаменит благодаря той роли, которую он сыграл во Второй мировой войне, когда здесь были лагерь военнопленных и база для постройки железной дороги Таиланд-Бирма и, самое главное, печально известного моста через реку Квай.
В Канчанабури и в его окрестностях есть множество важных достопримечательностей времён войны, а кроме того, город привлекателен и сам по себе. Большое количество пансионов, стоящих по берегам реки, располагают к тому, чтобы спокойно прожить здесь несколько дней. Окрестности порадуют вас бесчисленными пещерами, ватами и историческими местами, которые можно исследовать, к некоторым из них легко подъехать на велосипеде. Другая характерная черта района - организованные походы и сплавы на плотах по рекам.
За пределами Канчанабури наиболее интересна долина Квай Ной (Kwai Noi), так как именно этим маршрутом прокладывали «Дорогу смерти». Популярностью пользуется поездка на поезде по оставшейся секции этой дороги.
Это путешествие хорошо сочетать с посещением серьёзного музея, метко названного «перевалом Адова Огня» (Hellfire Pass), который расположен к северу от того места, где сейчас конечная станция. Если же пойти вдоль реки Квай Ной до её истоков, то вы окажетесь в Сангкхлабури (Sangkhlaburi), тихом малоизвестном городке на берегу озера, построенном в этнически смешанных стилях.
Он расположен рядом с бирманской границей на «перевале Трех Пагод» (Three Pagodas Pass). Дальше на востоке долина Квай предлагает не меньше интересного. Большой популярностью пользуется такое место, как водопад Эраван (Erawan Falls), а близлежащий Национальный парк Тхам Тхан Лот (Tham Yhan Lot National Park) и его прекрасные пещеры привлекают любителей активного отдыха.

## История
Город был основан в XVIII веке как крепость для защиты от нападения бирманцев. В 1942 году в городе, находящемся под японской оккупацией, началось строительство железнодорожного моста через реку Кхвэяй, являвшегося участком Тайско-Бирманской железной дороги, известной также как «Дорога смерти». Около половины заключенных, работающих на строительстве умерли от болезней, жестокого обращения или несчастных случаев. Эти события легли в основу романа Пьера Буля «Мост через реку Квай», по которому Карл Форман и Майкл Уилсон написали сценарий широко известного одноимённого фильма, снятого британским режиссёром Дэвидом Лином и получившего 7 премий «Оскар», а также ряд других кинематографических наград.

## Географическое положение
Город находится в южной части провинции, в месте, где реки Кхвэяй и Кхуэной сливаются в реку Мэкхлонг, на расстоянии приблизительно 110 километров к западу-северо-западу (WNW) от столицы страны Бангкока. Абсолютная высота — 16 метров над уровнем моря.

## Галерея

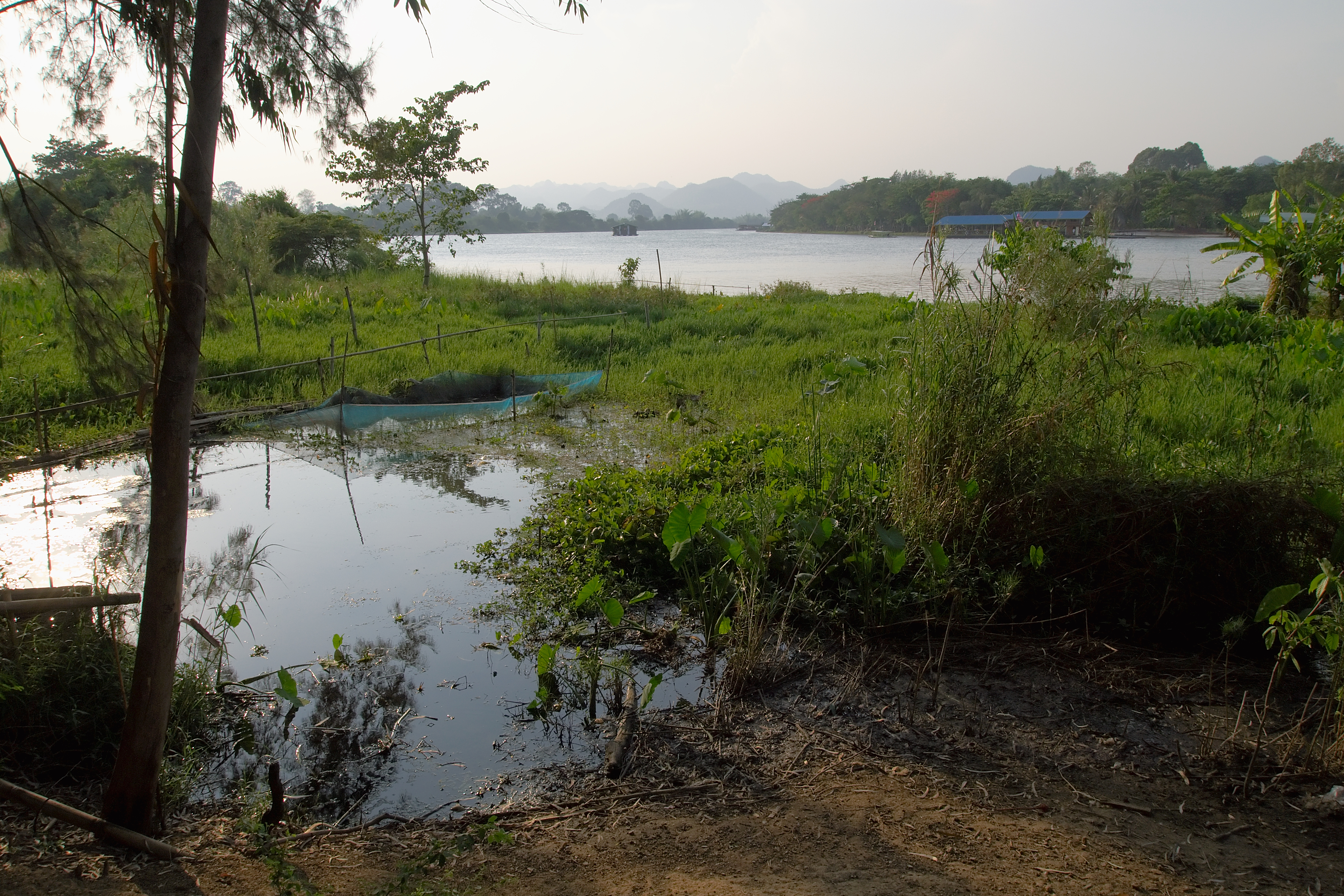
Река Квай
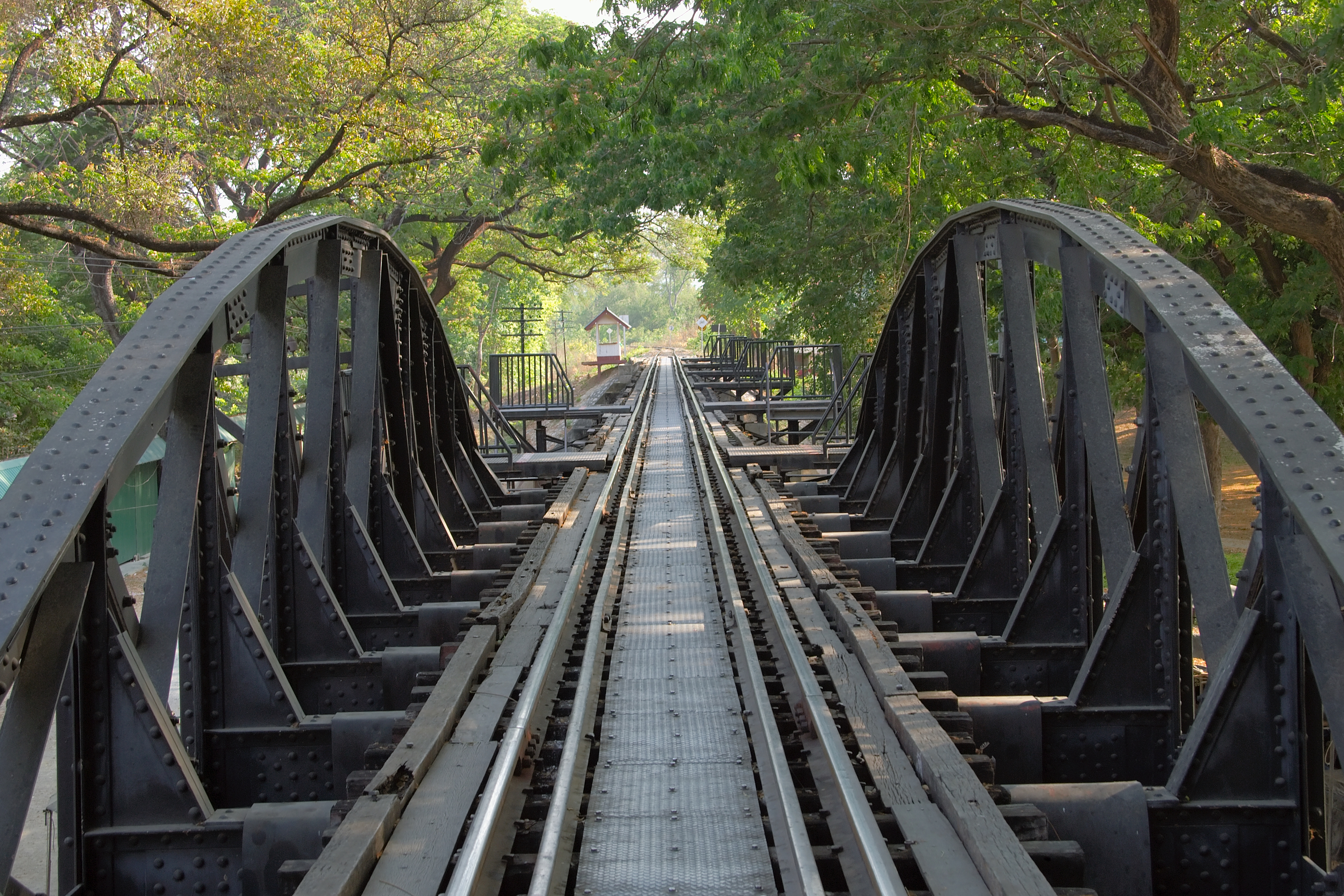
Мост через реку Квай
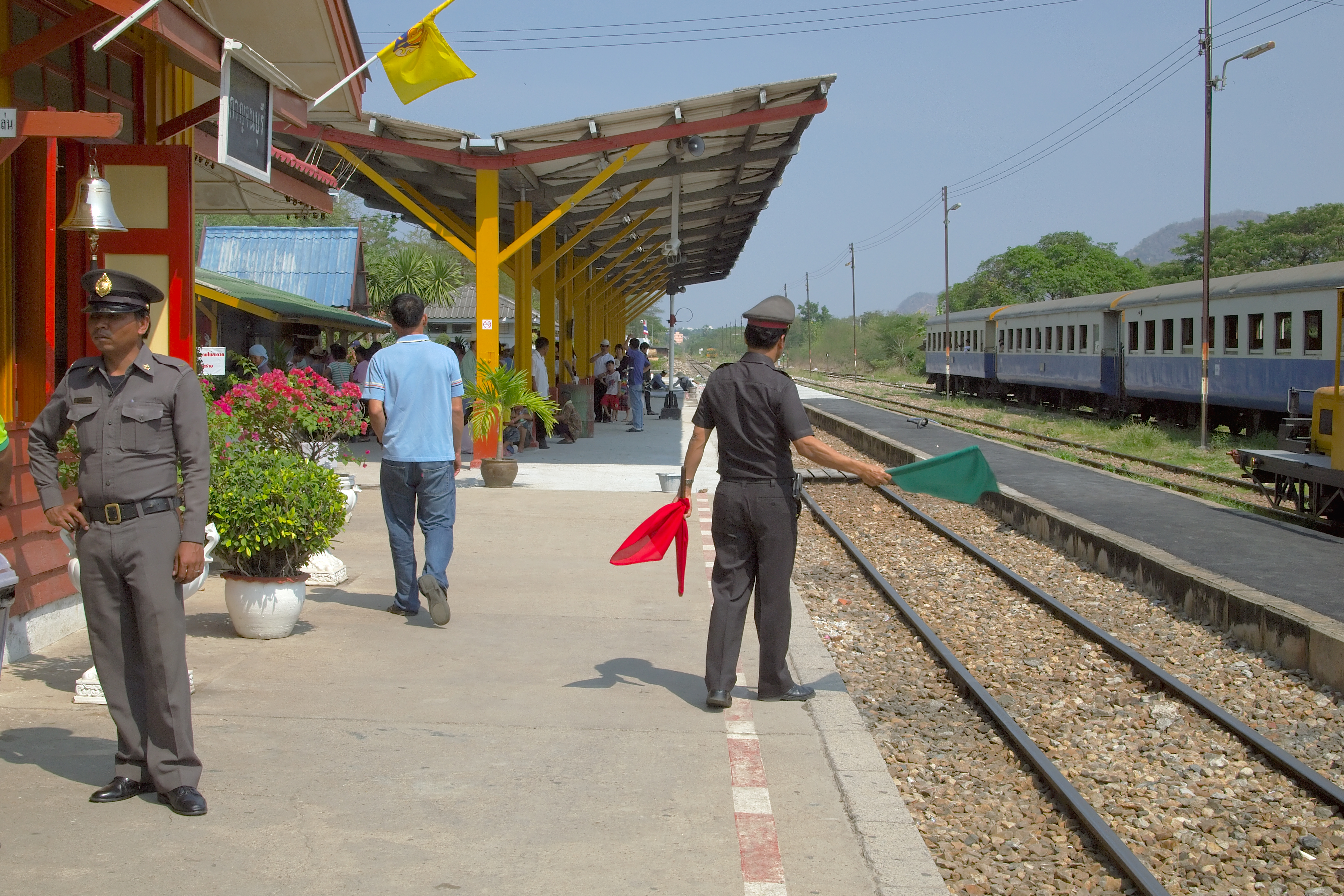
Железнодорожная станция
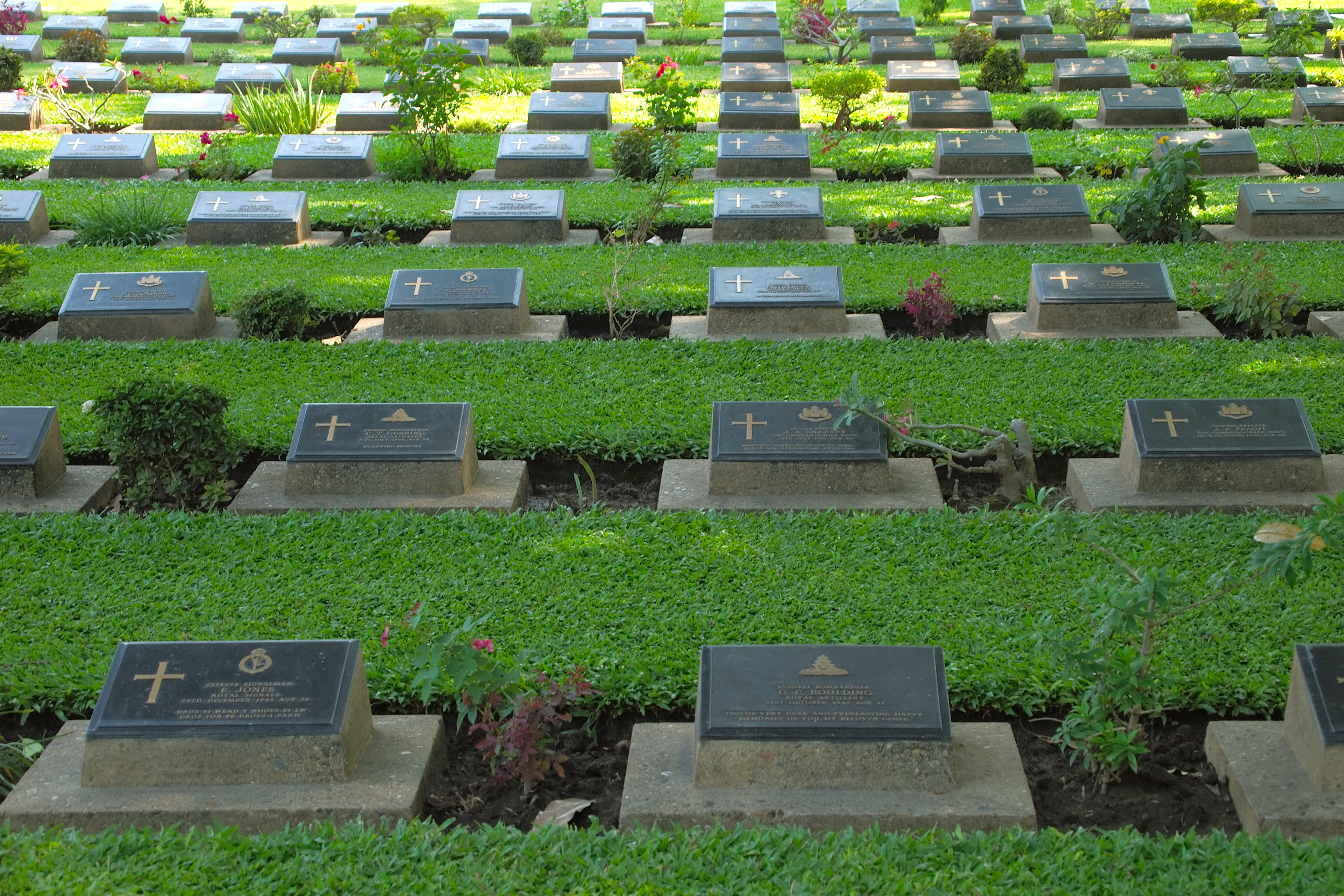
Военное кладбище
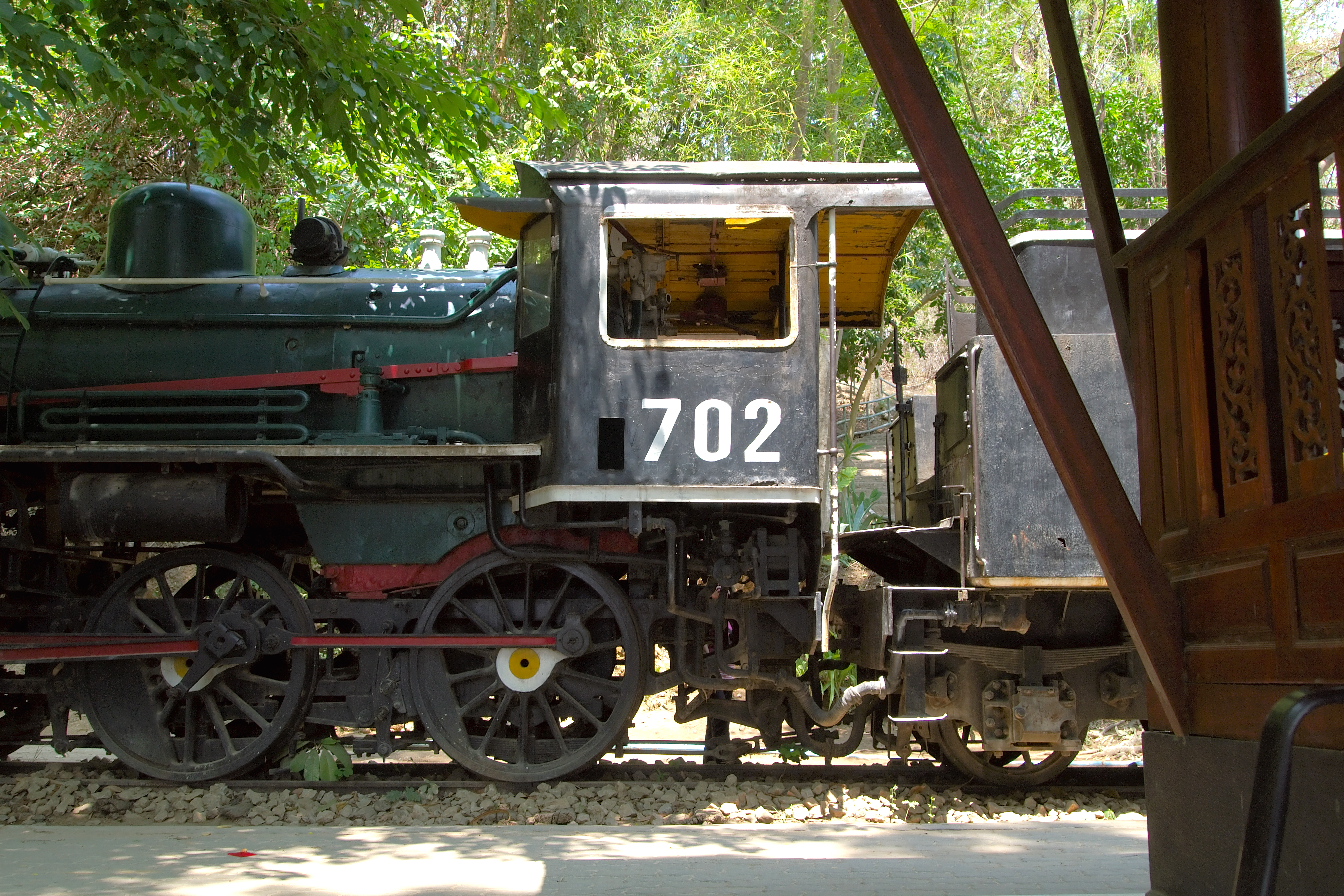
Старый локомотив Бирманской железной дороги

## Климат
| Показатель                    | Янв. | Фев. | Март | Апр. | Май | Июнь | Июль | Авг. | Сен. | Окт. | Нояб. | Дек. | Год |
| ----------------------------- | ---- | ---- | ---- | ---- | --- | ---- | ---- | ---- | ---- | ---- | ----- | ---- | --- |
| Абсолютный максимум, °C       | 37   | 40   | 42   | 43   | 42  | 38   | 37   | 37   | 38   | 37   | 37    | 35   | 43  |
| Средний суточный максимум, °C | 32   | 35   | 37   | 37   | 35  | 33   | 33   | 32   | 32   | 31   | 31    | 31   | 33  |
| Средняя температура, °C       | 24   | 27   | 29   | 31   | 30  | 28   | 28   | 27   | 27   | 26   | 25    | 24   | 27  |
| Средний суточный минимум, °C  | 17   | 20   | 22   | 25   | 25  | 24   | 23   | 23   | 23   | 22   | 20    | 17   | 22  |
| Абсолютный минимум, °C        | 5    | 11   | 11   | 17   | 21  | 22   | 21   | 22   | 20   | 18   | 12    | 8    | 5   |
| Норма осадков, мм             | -    | 10   | 30   | 70   | 120 | 80   | 110  | 90   | 190  | 180  | 60    | -    | 980 |
| Источник: Weatherbase         |      |      |      |      |     |      |      |      |      |      |       |      |     |

## Население
По данным переписи 2000 года численность населения города составляла 52 369 человек.

## Экономика и транспорт
В городе расположены две бумажные фабрики. Также, помимо бумаги, продуктами городского экспорта являются рис и табак. Сообщение Канчанабури с другими городами осуществляется посредством железнодорожного и автомобильного транспорта. Ближайший гражданский аэропорт расположен в районе Пхотхарам, провинции Ратбури.